# ALL TIME BEST (安全地帯のアルバム)
『ALL TIME BEST』（オール・タイム・ベスト）は、日本のロックバンドである安全地帯の7作目のベスト・アルバム。
2017年5月31日にユニバーサルミュージックからリリースされた。ベスト・アルバムとしては前作『安全地帯 ゴールデン☆ベスト』（2006年）からおよそ11年振りにリリースされた作品であり、安全地帯のデビュー35周年を記念し
た、キャリア初のオールタイム・ベストとなっている。
デビュー・シングル「萠黄色のスナップ」（1982年）から29枚目のシングル「結界」（2011年）に至るまでの全シングル30曲が、異なるレコード・レーベルの楽曲を含めて収録されている。玉置浩二のベスト・アルバム『ALL TIME BEST』との同時リリースとなっている。
本作はオリコンアルバムチャートにおいて最高位第9位となった。

## リリース、チャート成績
本作リリースの告知は2017年2月24日以降にWeb媒体にて行われ、同時に玉置浩二のソロ・ベスト・アルバム『ALL TIME BEST』のリリース告知も行われた。
同年5月31日にユニバーサルミュージックから2枚組SHM-CDにてリリースされ、初回生産分のみ三方背スリーブケース仕様となっていた。本作はオリコンアルバムチャートにおいて最高位第9位で登場週数は46回となった。

## 収録曲
- CDブックレットに記載されたクレジットを参照[5]。

| #         | タイトル                                     | 作詞                                       | 作曲      | 編曲                   | 時間  |
| --------- | -------------------------------------------- | ------------------------------------------ | --------- | ---------------------- | ----- |
| 1.        | 「萠黄色のスナップ」                         | 安全地帯、崎南海子                         | 玉置浩二  | 安全地帯、星勝         | 5:17  |
| 2.        | 「オン・マイ・ウェイ」                       | 松尾由紀夫、清水宗己、パトリック・ナプクム | 玉置浩二  | 安全地帯、星勝         | 3:38  |
| 3.        | 「ラスベガス・タイフーン」                   | 松尾由紀夫                                 | 玉置浩二  | 安全地帯、星勝         | 3:55  |
| 4.        | 「ワインレッドの心」                         | 井上陽水                                   | 玉置浩二  | 安全地帯、星勝         | 4:10  |
| 5.        | 「真夜中すぎの恋」                           | 井上陽水                                   | 玉置浩二  | 安全地帯、星勝         | 3:55  |
| 6.        | 「マスカレード（シングルバージョン）」       | 松井五郎                                   | 玉置浩二  | 星勝、安全地帯         | 4:06  |
| 7.        | 「恋の予感」                                 | 井上陽水                                   | 玉置浩二  | 星勝、安全地帯         | 4:39  |
| 8.        | 「熱視線」                                   | 松井五郎                                   | 玉置浩二  | 星勝、安全地帯         | 4:11  |
| 9.        | 「悲しみにさよなら」                         | 松井五郎                                   | 玉置浩二  | 安全地帯、星勝         | 4:31  |
| 10.       | 「碧い瞳のエリス」                           | 松井五郎                                   | 玉置浩二  | 星勝、安全地帯         | 4:09  |
| 11.       | 「プルシアンブルーの肖像」                   | 松井五郎                                   | 玉置浩二  | 星勝、安全地帯         | 4:27  |
| 12.       | 「夏の終りのハーモニー」(井上陽水・安全地帯) | 井上陽水                                   | 玉置浩二  | 安全地帯、星勝、BAnaNA | 4:26  |
| 13.       | 「Friend」                                   | 松井五郎                                   | 玉置浩二  | 安全地帯、星勝、BAnaNA | 3:58  |
| 14.       | 「好きさ」                                   | 松井五郎                                   | 玉置浩二  | 安全地帯、星勝、BAnaNA | 2:48  |
| 15.       | 「じれったい」                               | 松井五郎                                   | 玉置浩二  | 星勝、安全地帯         | 3:41  |
| 合計時間: | 合計時間:                                    | 合計時間:                                  | 合計時間: | 合計時間:              | 61:51 |

| #         | タイトル                     | 作詞               | 作曲                 | 編曲                                               | 時間  |
| --------- | ---------------------------- | ------------------ | -------------------- | -------------------------------------------------- | ----- |
| 1.        | 「Juliet」                   | 松井五郎           | 玉置浩二             | 安全地帯、星勝、BAnaNA                             | 3:54  |
| 2.        | 「月に濡れたふたり」         | 松井五郎           | 玉置浩二             | 安全地帯、星勝、BAnaNA                             | 4:49  |
| 3.        | 「I Love Youからはじめよう」 | 松井五郎           | 玉置浩二             | 安全地帯、星勝、BAnaNA                             | 4:30  |
| 4.        | 「微笑みに乾杯」             | 松井五郎           | 玉置浩二             | 安全地帯、星勝                                     | 4:36  |
| 5.        | 「情熱」                     | 松井五郎           | 玉置浩二             | 安全地帯                                           | 3:36  |
| 6.        | 「いつも君のそばに」         | 松井五郎           | 玉置浩二             | 安全地帯／弦編曲: 星勝                             | 5:24  |
| 7.        | 「あの頃へ」                 | 松井五郎           | 玉置浩二             | 安全地帯、星勝                                     | 4:56  |
| 8.        | 「ひとりぼっちのエール」     | 須藤晃             | 玉置浩二             | 安全地帯、星勝                                     | 6:42  |
| 9.        | 「出逢い」                   | 松井五郎、玉置浩二 | 玉置浩二、安藤さと子 | 安全地帯、星勝                                     | 3:10  |
| 10.       | 「反省 (Single Version)」    | 松井五郎           | 玉置浩二             | 安全地帯、星勝                                     | 4:07  |
| 11.       | 「雨のち晴れ」               | 黒須チヒロ         | 玉置浩二             | 安全地帯、星勝                                     | 3:31  |
| 12.       | 「ショコラ」                 | 黒須チヒロ         | 玉置浩二             | 安全地帯、星勝／ストリングス・アレンジメント: 星勝 | 3:58  |
| 13.       | 「蒼いバラ」                 | 玉置浩二           | 玉置浩二             | 安全地帯                                           | 5:37  |
| 14.       | 「オレンジ」                 | 玉置浩二           | 玉置浩二             | 安全地帯                                           | 4:37  |
| 15.       | 「結界」                     | 玉置浩二           | 玉置浩二             | 安全地帯                                           | 5:32  |
| 合計時間: | 合計時間:                    | 合計時間:          | 合計時間:            | 合計時間:                                          | 68:59 |

## スタッフ・クレジット
- CDブックレットに記載されたクレジットを参照[6]。

### 安全地帯
- 玉置浩二
- 矢萩渉
- 武沢侑昂
- 六土開正
- 田中裕二

### 録音スタッフ
- 新田雄一 – サウンド・ディレクター
- 高松明治 – サウンド・エンジニア
- クリス・ゲーリンジャー（英語版）（スターリング・サウンド） – マスタリング・エンジニア

### 美術スタッフ
- 冨貫功一 (ROOTS) – アート・ディレクション、デザイン
- 牟田哲朗 (ATMAN) – クリエイティブ・コーディネーション
- 池田達昭（ユニバーサルミュージック） – クリエイティブ・コーディネーション

### 制作スタッフ
- 塩川直樹（ユニバーサルミュージック） – セールス・プロモーション
- 三上栄一 (USM JAPAN) – A&R
- 山根裕子 (USM JAPAN) – A&Rデスク
- 須藤晃（カリントファクトリー） – アーティスト・マネージメント
- 玉置典子（グレートデン） – エグゼクティブ・プロデューサー
- 浅井有 (USM JAPAN) – エグゼクティブ・プロデューサー
- 加納糾 – スペシャル・サンクス
- 福田良昭 – スペシャル・サンクス
- 伊藤京子（ソニー・ミュージックダイレクト） – スペシャル・サンクス
- 末崎正展（オフィススエザキ） – スペシャル・サンクス
- トム・コイン（英語版） – スペシャル・サンクス

## チャート
| チャート         | 最高順位 | 登場週数 | 売上数 | 出典  |
| ---------------- | -------- | -------- | ------ | ----- |
| 日本（オリコン） | 9位      | 46回     | -      | [ 1 ] |

## リリース日一覧
| No. | リリース日    | レーベル                 | 規格         | カタログ番号 | 備考                   | 出典        |
| --- | ------------- | ------------------------ | ------------ | ------------ | ---------------------- | ----------- |
| 1   | 2017年5月31日 | ユニバーサルミュージック | 2枚組SHM-CD  | UPCY-7287～8 |                        | [ 7 ] [ 8 ] |
| 2   | 2017年5月31日 | ユニバーサルミュージック | AAC-LC       | -            | デジタル・ダウンロード | [ 9 ]       |
| 3   | 2017年5月31日 | ユニバーサルミュージック | ロスレスFLAC | -            | デジタル・ダウンロード | [ 10 ]      |